# Verkehrsmuseum Karlsruhe
Im Verkehrsmuseum Karlsruhe wird die Geschichte des Verkehrs seit dem Beginn des 19. Jahrhunderts bis in die Gegenwart ausgestellt. Die Sammlung enthält unter anderem historische Fahrräder, Motorräder und Autos sowie Eisenbahnmodelle. Daneben werden auch technische Erfindungen veranschaulicht sowie Entwickler aus der Region vorgestellt, etwa Karl Drais und Felix Wankel.
Träger des Verkehrsmuseums ist der Verein Deutsche Verkehrswacht im Stadt- und Landkreis Karlsruhe; es wird ehrenamtlich betrieben. Seit 1969 befindet es sich in einer ehemaligen Fabrik für Elektrogeräte in der Südstadt.

## Geschichte
Das Verkehrsmuseums wurde am 11. Oktober 1924 durch Otto Ammann als Teil der Technischen Hochschule Karlsruhe gegründet. Die Sammlung, untergebracht im alten Zeughaus, enthielt Exponate der ehemaligen badischen Staatsbahn, welche der Hochschule im Zuge ihrer Verstaatlichung überlassen wurden. Darunter waren Modelle des ersten badischen Zuges sowie badischer Lokomotiven im Maßstab 1:10, die zwischen 1910 und 1914 von Lehrlingen des Ausbesserungswerkes Karlsruhe gebaut wurden. Außerdem wurden Exponate des Karlsruher Luftfahrvereins gezeigt.
Am 27. September 1944, zum Ende des Zweiten Weltkriegs, wurde das Zeughaus von einer Bombe getroffen und die meisten Exponate zerstört. Lediglich die Modelle der badischen Staatsbahn überstanden den Krieg, da sie zuvor außerhalb der Stadt in Sicherheit gebracht wurden.
Ab 1955 wurde versucht, wieder ein Eisenbahnmuseum am Verkehrstechnischen Institut einzurichten. Die durch den Krieg stark verkleinerte Sammlung profitierte durch drei von der Deutschen Bundesbahn im Jahre 1957 übergebene Lokomotiven sowie einer Sammlung von Straßenfahrzeugen der Brüder Emil und Bernhard Reichert.
Am 15. Juni 1965 wurde die Fördergemeinschaft Carl-Benz-Verkehrsmuseum e. V. gegründet und 1968 in Verkehrsmuseum Karlsruhe e. V. umbenannt. Ende des Jahres 1966 umfasste die Sammlung 120 Fahrzeuge, die in der östlichen Innenstadt ausgestellt wurden.
Im Jahr 1969 übernahm die Verkehrswacht das Museum. Ende desselben Jahres wurde eine Vorschau auf das geplante Verkehrsmuseum Karlsruhe in einer ehemaligen Fabrik für Elektrogeräte in der Südstadt eröffnet. Kurz darauf wurde die Sammlung mit Hilfe der Stadt um eine der damals größten vollautomatischen Modelleisenbahnanlagen ergänzt.
1971 schloss sich der Förderverein Verkehrsmuseum Karlsruhe e. V. der örtlichen Verkehrswacht an. Seit demselben Jahr ist die Deutsche Verkehrswacht im Stadt- und Landkreis Karlsruhe e. V. Träger des Verkehrsmuseums.
Im Jahr 1983 wurde das Museum zur Renovierung sowie Vergrößerung der Ausstellungsfläche geschlossen und am 14. Juli 1984 wieder eröffnet. Obwohl die Unterbringung in der Südstadt lediglich als Provisorium gedacht war, ist das Museum bisher nicht in andere Räumlichkeiten umgezogen.

## Ausstellung
Die Ausstellung besteht aus verschiedenen Abteilungen. Daneben gibt es regelmäßig Sonderausstellungen.

### Eisenbahn

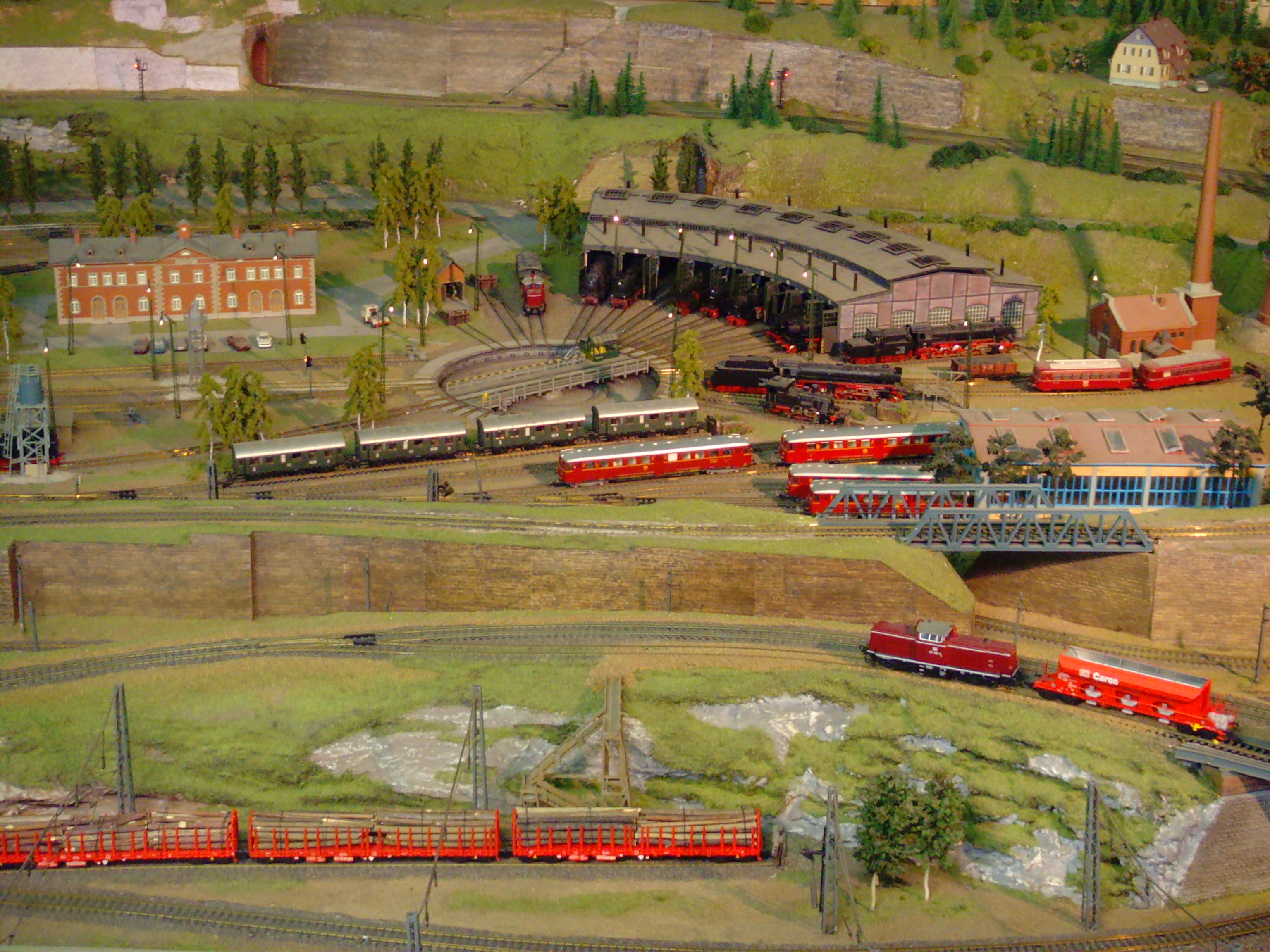
Modelleisenbahn

In der Eisenbahn-Abteilung sind immer noch Modelle des ersten badischen Zuges und badischer Lokomotiven ausgestellt, die schon seit Gründung des Museums gepflegt werden.
Des Weiteren findet sich eine Modelleisenbahn in Spur H0, gebaut in den 1960er-Jahren, sowie eine umfangreiche Sammlung von Eisenbahnen und Zubehör in Spur I als Dauerleihgabe aus einem Nachlass.

### Kraftfahrzeug und Fahrrad
Die Fahrrad-Sammlung umfasst unter anderem einen originalgetreuen Nachbau der Draisine, ein Hochrad sowie aktuelle Modelle und Fahrräder mit Hilfsmotor.
Die Motorrad-Ausstellung veranschaulicht den Verlauf der Entwicklung der Motorräder vom Beginn des Zwanzigsten Jahrhunderts bis in die 1950er Jahre hinein. Eingegangen wird dabei vor allem auch auf die Durlacher Maschinenfabrik Gritzner.
Neben zu Beginn des 20. Jahrhunderts gebauten Autos enthält die Automobil-Sammlung auch Exemplare aus der Zeit nach dem Zweiten Weltkrieg sowie typische Kleinwagen des Wirtschaftswunderzeit. Außerdem ist der Dienstwagen des ehemaligen Karlsruher Oberbürgermeisters Günther Klotz ausgestellt.
Darüber hinaus wird der Aufbau von Motoren, Getrieben und weiteren Bauteilen dargestellt. Eine kleine Ausstellung präsentiert den badischen Ingenieur Felix Wankel, den Erfinder des nach ihm benannten Wankelmotors.

### Faller Car-System

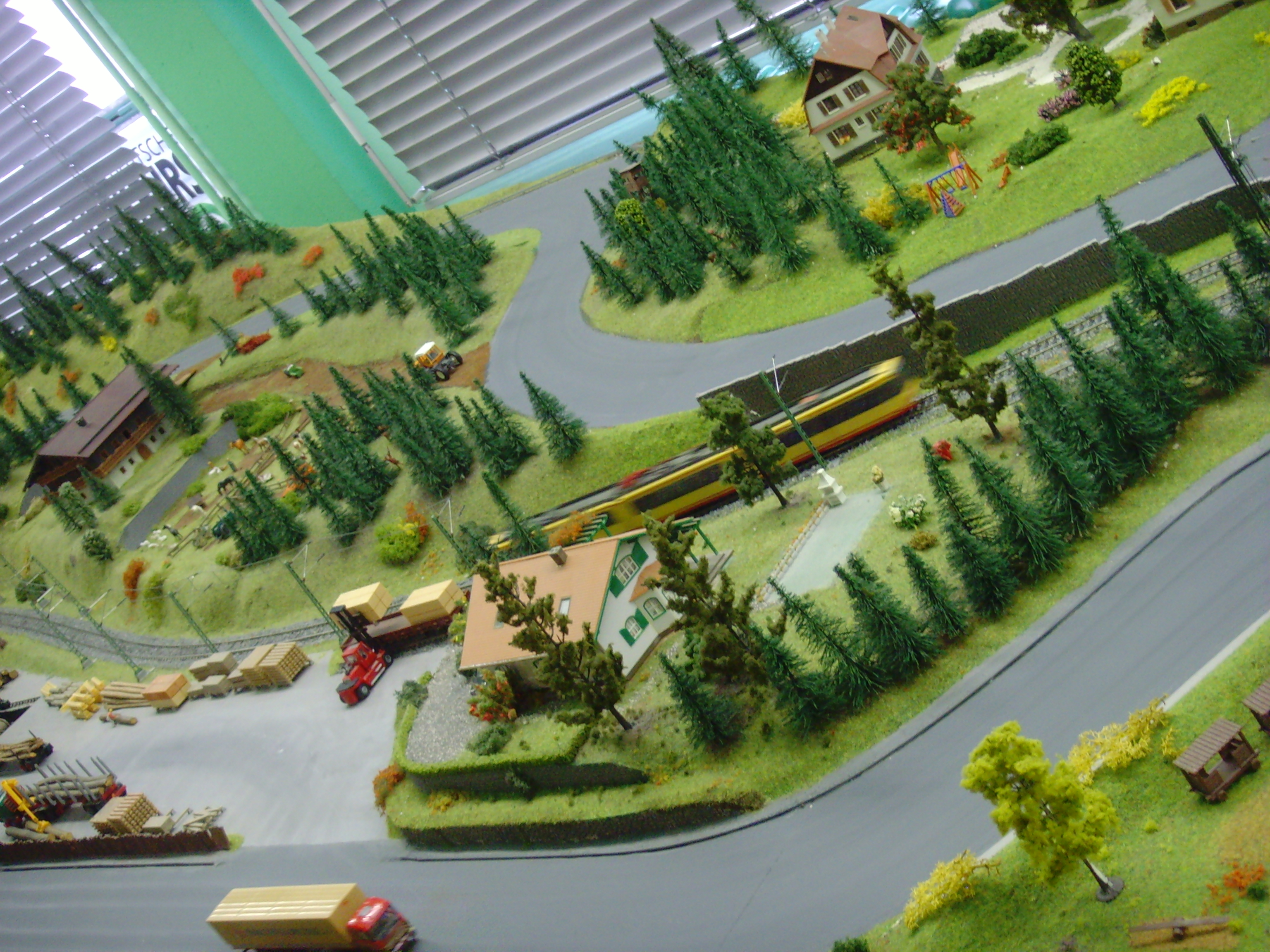
Faller Car System

Seit 1997 befindet sich eine Bahn nach dem Fahrsystem Faller Car-System im Aufbau. Die Anlage wird größtenteils elektromechanisch gesteuert und zeigt unter anderem Karlsruher Stadtbahnen und Busse sowie Standmodelle, die nachträglich mit einem Antrieb und einer Lenkeinrichtungen versehen wurden.